# Berilovac
Berilovac (izvirno srbsko Бериловац) je naselje v Srbiji, ki upravno spada pod Občino Pirot; slednja pa je del Pirotskega upravnega okraja.

## Demografija
V naselju, katerega izvirno (srbsko-cirilično) ime je Бериловац, živi 1500 polnoletnih prebivalcev, pri čemer je njihova povprečna starost 36,7 let (36,8 pri moških in 36,6 pri ženskah). Naselje ima 627 gospodinjstev, pri čemer je povprečno število članov na gospodinjstvo 3,08.
To naselje je, glede na rezultate popisa iz leta 2002, večinoma srbsko, a v času zadnjih 3 popisov je opazen porast števila prebivalcev.
|  |

| Demografija | Demografija     | Demografija     |
| Leto        | Št. prebivalcev | Št. prebivalcev |
| ----------- | --------------- | --------------- |
|             |                 |                 |
|             |                 |                 |
|             |                 |                 |
|             |                 |                 |
| 1948        | 622             |                 |
| 1953        | 608             |                 |
| 1961        | 563             |                 |
| 1971        | 687             |                 |
| 1981        | 1051            |                 |
| 1991        | 1632            | 1623            |
| 2002        | 1945            | 1933            |
|             |                 |                 |

| Etnična sestava po popisu iz leta 2002 | Etnična sestava po popisu iz leta 2002 | Etnična sestava po popisu iz leta 2002 | Etnična sestava po popisu iz leta 2002 | Etnična sestava po popisu iz leta 2002 |
| -------------------------------------- | -------------------------------------- | -------------------------------------- | -------------------------------------- | -------------------------------------- |
| Srbi                                   | Srbi                                   |                                        | 1.823                                  | 94,30%                                 |
| Romi                                   | Romi                                   |                                        | 46                                     | 2,37%                                  |
| Bolgari                                | Bolgari                                |                                        | 19                                     | 0,98%                                  |
| Jugoslovani                            | Jugoslovani                            |                                        | 6                                      | 0,31%                                  |
| Hrvati                                 | Hrvati                                 |                                        | 2                                      | 0,10%                                  |
| Muslimani                              | Muslimani                              |                                        | 1                                      | 0,05%                                  |
| Neznano                                | Neznano                                |                                        | 36                                     | 1,86%                                  |